# 张伯毅
张伯毅（英語：Jeffrey P. Chang，1917年10月10日—2013年7月9日），美籍华裔病理学家、医学家。湖南汉寿人。

## 生平
早年就读于长沙明德中学。1941年毕业于位於成都的国立中央大学医学院（今第四军医大学）。1944年赴美国留学，1949年获伊利诺州立大学博士学位。后长期担任德州大学教授。1974年當選中華民國中央研究院第10屆院士。1978年退休，为德州大学盖尔凡斯顿医院（Galveston）荣休教授（Professor Emeritus）。
张伯毅长期从事病理诊断方法、癌学、组织化学、电子显微镜及细胞生物学等方面研究，是冰冻切片机、切片冻替法、微孔过滤榭落细胞法的发明人。
他是癌学宗师、美国癌学界领袖，曾三度代表美国出席世界癌学会议。
他十分热心中国的医学事业，是中国医科大学名誉教授、上海医学院客座教授、重庆肿瘤研究所顾问。2013年7月9日逝世於美國，享壽96歲。